# Assalto al bar Versilia di Lido di Camaiore
L'assalto al bar Versilia di Lido di Camaiore fu un attentato compiuto il 27 agosto 1973 ai danni del bar Versilia di Lido di Camaiore, noto punto di ritrovo di simpatizzanti di estrema destra, avvenuto nel contesto degli Anni di piombo e della Strategia della tensione in Italia.   
L'attacco ebbe luogo a seguito di una manifestazione di protesta per il ferimento di un simpatizzante di sinistra, punto culminante delle tensioni politiche tra opposti schieramenti che avvenivano da mesi intorno al bar-ristorante.

## Eventi

### Antefatti
Nella primavera del 1973 il bar-ristorante era divenuto noto come punto di ritrovo di simpatizzanti di estrema destra e fin dal mese di aprile si erano registrate tensioni con simpatizzanti di estrema sinistra.
Il 21 luglio si aveva avuto luogo un primo attentato incendiario ai danni del locale, con danni per cinque milioni di lire. Il 24 luglio avvenne una grande rissa tra il servizio d'ordine del bar e simpatizzanti di sinistra intenti a distribuire volantini.

### Accoltellamento di Poletti
Il 26 agosto, mentre alcuni giovani erano intenti a distribuire L'Unità nei pressi del bar, vennero aggrediti da quattro uomini. 
Uno degli aggrediti, il diciottenne viareggino Franco Poletti venne colpito da tre coltellate e riportò ferite gravissime. 
Gli aggressori si dettero alla fuga, ma la polizia di stato riuscì a catturarli al casello autostradale Versilia presso Forte dei Marmi. Si trattava di quattro militanti di Avanguardia Nazionale di età compresa tra i 19 e i 20 anni, venuti da Trieste appositamente per aiutare il titolare del bar a tenere lontani i simpatizzanti di sinistra.

### Manifestazione di protesta e assalto
Il giorno seguente, domenica 27 agosto, fu organizzata, da alcuni movimenti e partiti di sinistra, una grande manifestazione di protesta, in risposta ai gravi fatti occorsi.  
La manifestazione, inizialmente pacifica, degenerò rapidamente in scontri con una ventina di feriti e vari danni a proprietà private. 
Nonostante il massiccio schieramento di agenti a difesa del bar Versilia, un gruppo di manifestanti, passando dalla vicina spiaggia, riuscì a lanciare bottiglie molotov contro il locale, che fu completamente distrutto. 